# اچ‌ام‌ای‌اس آناکوندا
اچ‌ام‌ای‌اس آناکوندا (به انگلیسی: HMAS Anaconda) یک کشتی است که طول آن ۱۲۵ فوت (۳۸ متر) می‌باشد. این کشتی در سال ۱۹۴۴ ساخته شد.